# Tour de France 2002
Il Tour de France 2002, ottantanovesima edizione della corsa, prese il via il 6 luglio dalla città di Lussemburgo e si concluse il 28 luglio con la classica passerella sugli Champs-Élysées, a Parigi.
Si tratta della quarta di sette edizioni consecutive del Tour senza vincitore, a causa della squalifica, sancita successivamente nel tempo una volta emerso lo scandalo doping che lo coinvolse, dello statunitense Lance Armstrong.
Il 23 agosto 2005, una inchiesta del giornale sportivo L'Équipe, accompagnata dall'analisi di un campione di urina, ha dimostrato che Lance Armstrong risultò positivo all'eritropoietina (EPO) durante il Tour del 1999.
Il 22 ottobre 2012 l'UCI riconobbe la sanzione imposta dall'USADA a Lance Armstrong, accusato di aver utilizzato sostanze dopanti durante la sua permanenza alla US Postal Service, e confermò di fatto la cancellazione delle sue sette vittorie al Tour de France. Il 26 ottobre la stessa UCI ufficializzò la decisione di non attribuire ad altri corridori le vittorie ottenute dallo statunitense e di non modificare i piazzamenti degli altri ciclisti.
Tale decisione, seppure tardiva, simboleggiò una sorta di ripudio da parte del Tour a quel difficile periodo.
Lance Armstrong aveva a lungo negato il sistematico utilizzo di pratiche dopanti nei suoi team; ma poi, messo con le spalle al muro anche dalle confessioni (spontanee presso la Usada, in interviste agli organi di stampa o in autobiografie) di alcuni dei suoi vecchi compagni di squadra, soltanto il 17 gennaio 2013, durante un'intervista con Oprah Winfrey, egli ammise per la prima volta di aver alterato illegalmente le proprie prestazioni sportive, sia durante il periodo in cui vinse i suoi sette Tour de France, sia durante il periodo precedente al cancro.
Al secondo posto della graduatoria generale del Tour de France 2002 si piazzò il passista-scalatore spagnolo Joseba Beloki (al terzo consecutivo, nonché ultimo, podio della carriera nei Campi Elisi, dopo i due terzi posti delle due precedenti edizioni).
Al terzo posto della graduatoria generale si classificò lo scalatore lituano Raimondas Rumšas (al primo ed unico podio della carriera alla Grande Boucle, peraltro conseguito nella sua unica partecipazione alla corsa a tappe transalpina).
Un altro ciclista coinvolto nell'inchiesta della USADA fu il passista-cronoman statunitense Levi Leipheimer, il quale confessò di aver fatto uso di sostanze dopanti nel corso del Tour 2002. Al ciclista venne quindi revocato l'ottavo posto in classifica generale.

## Tappe
| Tappa  | Data      | Percorso                                    | km    | Vincitore di tappa | Leader cl. generale    |
| ------ | --------- | ------------------------------------------- | ----- | ------------------ | ---------------------- |
| prol.  | 6 luglio  | Lussemburgo (LUX) (cron. individuale)       | 7     | Lance Armstrong    | Lance Armstrong        |
| 1ª     | 7 luglio  | Lussemburgo (LUX) > Lussemburgo (LUX)       | 192,5 | Rubens Bertogliati | Rubens Bertogliati     |
| 2ª     | 8 luglio  | Lussemburgo (LUX) > Saarbrücken (DEU)       | 181   | Óscar Freire       | Rubens Bertogliati     |
| 3ª     | 9 luglio  | Metz > Reims                                | 174,5 | Robbie McEwen      | Erik Zabel             |
| 4ª     | 10 luglio | Épernay > Château-Thierry (cron. a squadre) | 67,5  | ONCE-Eroski        | Igor González de Gald. |
| 5ª     | 11 luglio | Soissons > Rouen                            | 195   | Jaan Kirsipuu      | Igor González de Gald. |
| 6ª     | 12 luglio | Forges-les-Eaux > Alençon                   | 199,5 | Erik Zabel         | Igor González de Gald. |
| 7ª     | 13 luglio | Bagnoles-de-l'Orne > Avranches              | 176   | Bradley McGee      | Igor González de Gald. |
| 8ª     | 14 luglio | Saint-Martin-de-Landelles > Plouay          | 217,5 | Karsten Kroon      | Igor González de Gald. |
| 9ª     | 15 luglio | Lanester > Lorient (cron. individuale)      | 52    | Santiago Botero    | Igor González de Gald. |
|        | 16 luglio | giorno di riposo                            |       |                    |                        |
| 10ª    | 17 luglio | Bazas > Pau                                 | 147   | Patrice Halgand    | Igor González de Gald. |
| 11ª    | 18 luglio | Pau > La Mongie                             | 158   | Lance Armstrong    | Lance Armstrong        |
| 12ª    | 19 luglio | Lannemezan > Plateau de Beille              | 199,5 | Lance Armstrong    | Lance Armstrong        |
| 13ª    | 20 luglio | Lavelanet > Béziers                         | 171   | David Millar       | Lance Armstrong        |
| 14ª    | 21 luglio | Lodève > Mont Ventoux                       | 221   | Richard Virenque   | Lance Armstrong        |
|        | 22 luglio | giorno di riposo                            |       |                    |                        |
| 15ª    | 23 luglio | Vaison-la-Romaine > Les Deux Alpes          | 226,5 | Santiago Botero    | Lance Armstrong        |
| 16ª    | 24 luglio | Les Deux Alpes > La Plagne                  | 179,5 | Michael Boogerd    | Lance Armstrong        |
| 17ª    | 25 luglio | Aime > Cluses                               | 142   | Dario Frigo        | Lance Armstrong        |
| 18ª    | 26 luglio | Cluses > Bourg-en-Bresse                    | 176,5 | Thor Hushovd       | Lance Armstrong        |
| 19ª    | 27 luglio | Régnié-Durette > Mâcon (cron. individuale)  | 50    | Lance Armstrong    | Lance Armstrong        |
| 20ª    | 28 luglio | Melun > Parigi                              | 140   | Robbie McEwen      | Lance Armstrong        |
| Totale | Totale    | Totale                                      | 3 282 |                    |                        |

## Squadre e corridori partecipanti
| N.      | Cod. | Squadra                          |
| ------- | ---- | -------------------------------- |
| 1-9     | USP  | US Postal Service                |
| 11-19   | TEL  | Team Telekom                     |
| 21-29   | ONC  | ONCE-Eroski                      |
| 31-39   | KEL  | Kelme-Costa Blanca               |
| 41-49   | COF  | Cofidis, le Crédit par Téléphone |
| 51-59   | CST  | CSC-Tiscali                      |
| 61-69   | C.A  | Crédit Agricole                  |
| 71-79   | DFF  | Domo-Farm Frites                 |
| 81-89   | FAS  | Fassa Bortolo                    |
| 91-99   | FDJ  | fdjeux.com                       |
| 101-109 | RAB  | Rabobank                         |

| N.      | Cod. | Squadra           |
| ------- | ---- | ----------------- |
| 111-119 | BJR  | Bonjour           |
| 121-129 | MAP  | Mapei-Quick Step  |
| 131-139 | BAN  | iBanesto.com      |
| 141-149 | LOT  | Lotto-Adecco      |
| 151-159 | LAM  | Lampre-Daikin     |
| 161-169 | EUS  | Euskaltel-Euskadi |
| 171-179 | TAC  | Tacconi Sport     |
| 181-189 | A2R  | AG2R Prévoyance   |
| 191-199 | ALS  | Alessio           |
| 201-209 | DEL  | Jean Delatour     |

## Resoconto degli eventi
I corridori partecipanti al Tour del 2002 furono 189: 153 di loro arrivarono al traguardo finale di Parigi. Dopo le esclusioni retroattive di Lance Armstrong e di Levi Leipheimer ne rimasero classificati 151. Le squadre partecipanti erano 6 francesi, 5 italiane, 4 spagnole, 2 belghe, 1 olandese, 1 danese, 1 tedesca, 1 statunitense. I corridori partecipanti erano 41 francesi, 38 spagnoli, 28 italiani, 14 belgi, 9 statunitensi, 8 olandesi, 8 tedeschi, 5 russi, 4 australiani, 3 svizzeri, 3 danesi, 3 cechi, 2 ucraini, 2 austriaci, 2 kazaki, 2 sloveni, 2 colombiani, 2 polacchi, 2 lettoni, 1 britannico, 1 moldavo, 1 portoghese, 1 norvegese, 1 estone, 1 sudafricano, 1 ungherese, 1 lituano, 1 brasiliano, 1 lussemburghese, 1 venezuelano.
Le tappe furono 20, precedute da un cronoprologo iniziale, per una distanza totale di 3 282 km. La corsa effettiva vide la quarta vittoria consecutiva dello statunitense Lance Armstrong. In assenza di Jan Ullrich, sospeso per problemi di doping, Armstrong dominò la Grande Boucle, correndo con una velocità media di 39,88 km/h, praticamente senza trovare rivali e vincendo tre tappe più il prologo; secondo fu Joseba Beloki mentre terzo Raimondas Rumšas.
Il colombiano Santiago Botero, quarto in classifica generale, conquistò due tappe, così come l'australiano Robbie McEwen, vincitore della classifica a punti. Il francese Laurent Jalabert conquistò la maglia a pois di miglior scalatore grazie a tre fughe in salita sui Pirenei, mentre l'italiano Ivan Basso, undicesimo in classifica generale e primo degli italiani, fece sua la maglia bianca come miglior giovane.
Dopodiché, dal 2005 al 2012, si succedettero nella maniera sopra citata le decisioni che corressero la classifica di questa edizione del Tour de France.

## Evoluzione delle classifiche
| Tappa              | Vincitore          | Classifica generale Maglia gialla | Classifica a punti Maglia verde | Classifica scalatori Maglia a pois | Classifica giovani Maglia bianca | Classifica a squadre Numero giallo |
| ------------------ | ------------------ | --------------------------------- | ------------------------------- | ---------------------------------- | -------------------------------- | ---------------------------------- |
| Prologo            | Lance Armstrong    | Lance Armstrong                   | Lance Armstrong                 | non assegnata                      | David Millar                     | CSC-Tiscali                        |
| 1ª                 | Rubens Bertogliati | Rubens Bertogliati                | Erik Zabel                      | Christophe Mengin                  | Rubens Bertogliati               | CSC-Tiscali                        |
| 2ª                 | Óscar Freire       | Rubens Bertogliati                | Erik Zabel                      | Stéphane Bergès                    | Rubens Bertogliati               | CSC-Tiscali                        |
| 3ª                 | Robbie McEwen      | Erik Zabel                        | Erik Zabel                      | Christophe Mengin                  | Rubens Bertogliati               | CSC-Tiscali                        |
| 4ª                 | ONCE-Eroski        | Igor González de G.               | Erik Zabel                      | Christophe Mengin                  | Isidro Nozal                     | ONCE-Eroski                        |
| 5ª                 | Jaan Kirsipuu      | Igor González de G.               | Erik Zabel                      | Christophe Mengin                  | Isidro Nozal                     | ONCE-Eroski                        |
| 6ª                 | Erik Zabel         | Igor González de G.               | Erik Zabel                      | Christophe Mengin                  | Isidro Nozal                     | ONCE-Eroski                        |
| 7ª                 | Bradley McGee      | Igor González de G.               | Erik Zabel                      | Christophe Mengin                  | Isidro Nozal                     | ONCE-Eroski                        |
| 8ª                 | Karsten Kroon      | Igor González de G.               | Erik Zabel                      | Christophe Mengin                  | Isidro Nozal                     | ONCE-Eroski                        |
| 9ª                 | Santiago Botero    | Igor González de G.               | Erik Zabel                      | Christophe Mengin                  | David Millar                     | ONCE-Eroski                        |
| 10ª                | Patrice Halgand    | Igor González de G.               | Robbie McEwen                   | Christophe Mengin                  | David Millar                     | ONCE-Eroski                        |
| 11ª                | Lance Armstrong    | Lance Armstrong                   | Erik Zabel                      | Patrice Halgand                    | Ivan Basso                       | ONCE-Eroski                        |
| 12ª                | Lance Armstrong    | Lance Armstrong                   | Erik Zabel                      | Laurent Jalabert                   | Ivan Basso                       | ONCE-Eroski                        |
| 13ª                | David Millar       | Lance Armstrong                   | Robbie McEwen                   | Laurent Jalabert                   | Ivan Basso                       | ONCE-Eroski                        |
| 14ª                | Richard Virenque   | Lance Armstrong                   | Robbie McEwen                   | Laurent Jalabert                   | Ivan Basso                       | ONCE-Eroski                        |
| 15ª                | Santiago Botero    | Lance Armstrong                   | Robbie McEwen                   | Laurent Jalabert                   | Ivan Basso                       | ONCE-Eroski                        |
| 16ª                | Michael Boogerd    | Lance Armstrong                   | Robbie McEwen                   | Laurent Jalabert                   | Ivan Basso                       | ONCE-Eroski                        |
| 17ª                | Dario Frigo        | Lance Armstrong                   | Robbie McEwen                   | Laurent Jalabert                   | Ivan Basso                       | ONCE-Eroski                        |
| 18ª                | Thor Hushovd       | Lance Armstrong                   | Robbie McEwen                   | Laurent Jalabert                   | Ivan Basso                       | ONCE-Eroski                        |
| 19ª                | Lance Armstrong    | Lance Armstrong                   | Robbie McEwen                   | Laurent Jalabert                   | Ivan Basso                       | ONCE-Eroski                        |
| 20ª                | Robbie McEwen      | Lance Armstrong                   | Robbie McEwen                   | Laurent Jalabert                   | Ivan Basso                       | ONCE-Eroski                        |
| Classifiche finali | Classifiche finali | Lance Armstrong                   | Robbie McEwen                   | Laurent Jalabert                   | Ivan Basso                       | ONCE-Eroski                        |

## Classifiche finali

### Classifica generale - Maglia gialla
| Pos. | Corridore              | Squadra       | Tempo     |
| ---- | ---------------------- | ------------- | --------- |
| SQ   | Lance Armstrong        | US Postal     | 82h05'12" |
| 2    | Joseba Beloki          | ONCE-Eroski   | a 7'17"   |
| 3    | Raimondas Rumšas       | Lampre-Daikin | a 8'17"   |
| 4    | Santiago Botero        | Kelme         | a 13'10"  |
| 5    | Igor González de Gald. | ONCE-Eroski   | a 13'54"  |
| 6    | José Azevedo           | ONCE-Eroski   | a 15'44"  |
| 7    | Francisco Mancebo      | iBanesto.com  | a 16'05"  |
| SQ   | Levi Leipheimer        | Rabobank      | a 17'11"  |
| 9    | Roberto Heras          | US Postal     | a 17'12"  |
| 10   | Carlos Sastre          | CSC-Tiscali   | a 19'05"  |

### Classifica a punti - Maglia verde
| Pos. | Corridore      | Squadra         | Punti |
| ---- | -------------- | --------------- | ----- |
| 1    | Robbie McEwen  | Lotto-Adecco    | 280   |
| 2    | Erik Zabel     | Team Telekom    | 261   |
| 3    | Stuart O'Grady | Crédit Agricole | 208   |
| 4    | Baden Cooke    | fdjeux.com      | 198   |
| 5    | Ján Svorada    | Lampre-Daikin   | 154   |

### Classifica scalatori - Maglia a pois
| Pos. | Corridore        | Squadra      | Punti |
| ---- | ---------------- | ------------ | ----- |
| 1    | Laurent Jalabert | CSC-Tiscali  | 262   |
| 2    | Mario Aerts      | Lotto-Adecco | 178   |
| 3    | Santiago Botero  | Kelme        | 162   |
| SQ   | Lance Armstrong  | US Postal    | 159   |
| 5    | Axel Merckx      | Domo         | 121   |

### Classifica giovani - Maglia bianca
| Pos. | Corridore         | Squadra       | Tempo     |
| ---- | ----------------- | ------------- | --------- |
| 1    | Ivan Basso        | Fassa Bortolo | 82h24'30" |
| 2    | Nicolas Vogondy   | Fdjeux.com    | a 13'26"  |
| 3    | Christophe Brandt | Lotto-Adecco  | a 48'32"  |
| 4    | Sylvain Chavanel  | Bonjour       | a 50'08"  |
| 5    | Isidro Nozal      | ONCE-Eroski   | a 54'09"  |

### Classifica a squadre - Numero giallo
| Pos. | Squadra                          | Tempo      |
| ---- | -------------------------------- | ---------- |
| 1    | ONCE-Eroski                      | 246h36'14" |
| 2    | US Postal Service                | a 22'49"   |
| 3    | CSC-Tiscali                      | a 30'17"   |
| 4    | iBanesto.com                     | a 34'06"   |
| 5    | Cofidis, le Crédit par Téléphone | a 36'19"   |

### Classifica combattività - Numero rosso
| Pos. | Corridore        | Squadra         | Punti |
| ---- | ---------------- | --------------- | ----- |
| 1    | Laurent Jalabert | CSC-Tiscali     | 100   |
| 2    | Franck Renier    | Bonjour         | 50    |
| 3    | Thor Hushovd     | Crédit Agricole | 35    |
| 4    | Michael Boogerd  | Rabobank        | 33    |
| 5    | Ludo Dierckxsens | Lampre-Daikin   | 33    |